# Action of assumpsit
Als assumpsit oder  action of assumpsit bezeichnet man im englischen Recht eine frühere Klageart auf Schadensersatz (englisch damages) bei Nichterfüllung eines Vertrages.

## Geschichte
Ursprünglich kannte das aktionenrechtliche englische Recht keine Klage bei Vertragsverletzung. Es standen lediglich die action of covenant und die action of debt zur Durchsetzung von Versprechen zur Verfügung. Im 16. Jahrhundert entwickelte sich aus der action of trespass letztlich die Klage bei Nichterfüllung des Vertrages. 
Mit dem Common Law Procedure Act 1852 wurde das aktionenrechtliche System der forms of action für England und Wales abgeschafft.